# Universidade Federal do Recôncavo da Bahia

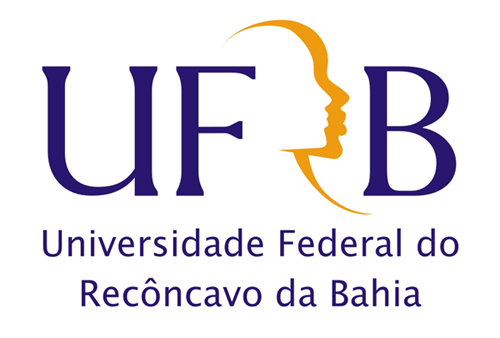
Logo caU niversidade Federal do Recôncavo da Bahia

Universidade Federal do Recôncavo da Bahia là trường đại học công lập nằm ở thành phố Cruz das Almas. Nó là trường đại học lớn nhất bang Bahia, Brazil.